# Thuốc thông mũi
Thuốc thông mũi, hay thuốc chống nghẹt mũi, là một loại dược phẩm được sử dụng để làm giảm nghẹt mũi ở đường hô hấp trên. Các thành phần hoạt động trong hầu hết các thuốc thông mũi là pseudoephedrine hoặc phenylephrine (sau này có hiệu quả tranh chấp). Corticosteroid nội sọ cũng có thể được sử dụng làm thuốc thông mũi và thuốc kháng histamine có thể được sử dụng để làm giảm sổ mũi, ngứa mũi và hắt hơi.
Thuốc thông mũi tại chỗ dưới dạng dung dịch loãng (0,05 - 0,1%) tạo ra sự co mạch cục bộ.
Nên tránh sử dụng thuốc thông mũi trong thời gian dài vì chức năng đường nhầy mũi bị suy yếu: viêm mũi teo và anosmia (mất khứu giác) có thể xảy ra do co mạch kéo dài.
Thuốc thông mũi có thể được hấp thụ từ mũi qua ống hít và tạo ra tác dụng toàn thân, chủ yếu là kích thích hệ thần kinh trung ương và tăng huyết áp. Những thuốc này nên được sử dụng thận trọng trong tăng huyết áp và ở những người nhận thuốc ức chế monoamin oxydase (MAOIs), vì chúng có thể gây ra khủng hoảng tăng huyết áp.
Các chất kích thích như guaifenesin là một loại thuốc liên quan đến thông mũi giúp làm sạch chất nhầy.

## Sử dụng trong y tế
Thuốc thông mũi được sử dụng để điều trị nghẹt mũi, ví dụ như dị ứng, nhiễm trùng như cảm lạnh thông thường, cúm và nhiễm trùng xoang và polyp mũi.
Một đánh giá của Cochrane năm 2016 cho thấy không đủ bằng chứng để hỗ trợ việc sử dụng corticosteroid nội sọ trong việc làm giảm các triệu chứng cảm lạnh thông thường. Tuy nhiên, đánh giá trên được dựa trên ba thử nghiệm và chất lượng của bằng chứng được xem là rất thấp.